# Сербський фільм (фільм, 2010)
«Сербський фільм» (серб. Српски филм) — сербський драматичний трилер 2010 року режисера Срджана Спасоєвича, знятий кінокомпанією Contra Film. У фільмі присутні сцени з натуралістичним зображенням зґвалтувань, некрофілії і педофілії. У зв'язку з цим фільм заборонений до показу в Іспанії, Фінляндії, Австралії, Норвегії та низці інших країн.
Центральна постать фільму — чоловік Мілош, колишня зірка сербського порно. Несподівано на зв'язок із ним виходить багатий незнайомець і пропонує знову зайнятися старою справою. Мілошу не хочеться цього, але він все ж погоджується, спокусившись хорошою платнею. Незабаром чоловік починає шкодувати про своє рішення, через те, що порно, яке знімає Вукмір, наповнене жорстокістю і збоченнями і до того ж вироблене під егідою державної організації.

## Сюжет
Мілош — колишній відомий порноактор, нині відійшов від справ і живе тихим сімейним життям. У нього є улюблена і любляча дружина, а також малий син. Мирне життя раптово порушує зустріч з Лейлою — порноакторкою, яка пропонує Мілошу востаннє знятися в порно у якогось Вукміра. Мілош знайомиться з Вукміром — ексцентричним багатієм, що знімає якесь особливе, ексклюзивне порно на замовлення. Він пропонує Мілошу суму, якої вистачить на безбідне існування йому з дружиною на все життя. Спочатку Мілош відмовляється, але, обговоривши все з дружиною, дає згоду. Вукмір в захваті, і дає йому інструкції про те, як підготуватися до фільмування. При цьому поряд з Мілошем починають весь час перебувати охоронці Вукміра, а також приставлений до Мілоша особистий водій. Мілош активно готується до фільмування, повертаючи собі колишню форму. Настає день фільмування, які проходять в абсолютно особливих умовах: водій привозить його в якусь будівлю, охоронці в цей час перетворюються на операторів. Сам Мілош отримує вказівку від Вукміра по захованому динаміку у вусі. Все це повинно створити ефект присутності та реалістичності того, що відбувається. Однак такий хід фільмування трохи бентежить Мілоша, додатково його бентежить сюжет фільму, пов'язаний з неповнолітньою дівчинкою. Під час фільмування сексуальної сцени фоном слугують кінокадри з цією дівчинкою.
Мілош приїжджає до Вукміра. На всі свої міркування Мілош отримує від Вукміра пораду розслабитися і бути собою. Під час нового епізоду фільмування Мілош з огидою бачить, що на майданчику присутня неповнолітня дівчинка. Крім того, у відповідальний момент фільмування його раптово починає душити охоронець, змушуючи бити акторку. Мілош виконує вимоги, але потім б'є охоронця і лається з Вукміром, який все одно задоволений грою Мілоша. Мілош звертається до свого брата-поліцейського з проханням дізнатися про Вукміра. З'ясовується, що про нього до пуття нічого не відомо — його повне ім'я Вукмір Вукмір, і він пов'язаний з урядовими спецслужбами, хоча за освітою — дитячий психолог. Брат дає пораду Мілошу бути обережним. Тим часом психіка Мілоша не витримує. Йому сняться кошмари про сина, який знімається з ним у порно. Мілош зранку їде до Вукміра, де прямо заявляє, що залишає фільмування. У відповідь Вукмір запрошує його випити з ним, і за склянкою віскі вибухає тирадою про те, що його творчість — це алегоричне відображення зґвалтованої війнами Сербії, і що саме наявність жертви насильства в кіно спонукає людей дивитися і купувати його творчість. Він демонструє на кіноекрані своє недавнє творіння. На екрані показують жінку, яка народжує. Пологи приймає товстий чоловік — в ньому Мілош впізнає свого водія. Він бере новонародженого, і судячи з реакції Мілоша — глядачеві цього не показують — піддає його сексуальному насильству. Не витримуючи, Мілош залпом випиває склянку віскі і тікає від Вукміра, під крики останнього про новий жанр — «новонароджене порно».
Мілош їде по вулиці на своїй машині, у нього в вухах лунають шалені слова Вукміра. На світлофорі повз проходить спокуслива дівчина. Вона залазить в машину і посуває Мілоша на місце пасажира. Мілош не може чинити їй опір через раптовий неконтрольований сексуальний потяг. Поки Мілош лапає її за груди, дівчина заводить машину і кудись їде. У цей момент розповідь обривається.
Далі глядачеві показують Мілоша, що прокидається у себе вдома. Він лежить на дивані, зі слідами побоїв і крові на обличчі та одязі. З жахом він бачить, що з моменту візиту до Вукміра минуло два дні. Він кидається на пошуки рідних, але в будинку порожньо. Мілош бере машину і їде в маєток до Вукміра. У будинку Вукміра він не знаходить нікого — поки не заходить в одну з кімнат, щось середнє між знімальним майданчиком і катівнею. Починається перший з флешбеків — спогадів Мілоша.
Дівчина — асистентка Вукміра з охоронцями приводить його на кіномайданчик. Вукмір пояснює напівнепритомному Мілошу, що підсипав йому в напій афродизіак, і тепер Мілош стає агресивною секс-машиною. Починається фільмування, і Вукмір через динамік у вусі наказує Мілошу бути з акторкою жорсткішим. Потім просить вдарити її. Розпалений Мілош починає бити дівчину все сильніше, поки один з охоронців не вкладає йому в руку мачете. Збожеволівши від агресії Мілош одним ударом відрубує акторці голову. Флешбек переривається блювотою Мілоша в теперішньому часі, який вражений тим, що він зробив.
Мілош шукає відповіді в маєтку — але не знаходить нічого, крім кількох касет. Захопивши з собою камеру, він їде в парк, де переглядає касети в пошуках відповідей. Він з огидою і жахом бачить, як охоронець, якого він раніше побив під час фільмування, ґвалтує його. Потім в кадр потрапляє сварка Лейли з Вукміром, яка звинувачує його в божевіллі і жорстокості та відмовляється далі з ним працювати. Після цього Мілош знаходить касету із записом, де його подруга сидить вся в крові на підлозі прикута ланцюгами до стелі, її зуби лежать на підлозі. Один з людей Вукміра орально ґвалтує її і вбиває, задушивши членом.
Далі Мілош згадує чергові фільмування. Глядачеві показують очима головного героя черговий божевільний знімальний майданчик. За сценарієм якась жінка розказує Мілошу, що її чоловік загинув зовсім не вчасно — якраз тоді, коли повинен був стати першим чоловіком своєї дочки. Тепер цю сумнівну справу повинен зробити Мілош. Вукмір, режисирує фільмування, зі злісною усмішкою квапить Мілоша. Але той, не дивлячись на дію афродизіака, нездатний зробити настільки аморальний вчинок. Зібравши волю в кулак, розлючений Мілош відштовхує охоронця і заявляє, що не буде продовжувати фільмування. Схопивши ніж зі столу, він бере в заручники свій пеніс, погрожуючи відрізати його. Розуміючи, що він все одно в пастці, Мілош вибиває вікно будинку і тікає. В теперішньому часі Мілош проїжджає повз цей будинок, бачачи на задньому дворі дівчинку з фільмування. Втікши, Мілош не знає, що робити. Він дзвонить з таксофона своєму братові-поліцейському і просить терміново приїхати. Назвавши адресу, Мілош ховається в провулку.
Сидячи в провулку, він бачить дівчину, яка йде по вулиці. Не в силах більше протистояти дії афродизіака, Мілош починає мастурбувати; тим часом до дівчини починають приставати двоє хлопців, але побачивши Мілоша, вони звертають увагу на нього, і дівчина тікає.
В теперішньому часі Мілош приїжджає в ангар. Він знаходить там знімальний майданчик і тіла Вукміра Вукміра і його охоронців. Він знову починає згадувати події.
В ангарі асистентка Вукміра коле Мілошу афродизіак, але він виривається і вбиває її шприцом у горло. Однак втекти йому не вдається. В ангарі стоїть велике ліжко, на якому лежать дві чергові жертви фільмування, накриті простирадлами і з мішками на головах. Вукмір вимагає від Мілоша продовжувати фільмування, і Мілош неохоче, відчужено починає статевий акт з однією з жертв, не знімаючи з неї простирадла. Потім переходить до другої. До нього приєднується другий актор в масці і прилаштовується до тієї жертви, з якою Мілош вже покінчив.
З нього знімають маску — це виявляється брат Мілоша. Вукмір знімає мішки з голів жертв — це виявляються його дружина і син. У цей момент з'являється асистентка Вукміра, вона змогла дійти до майданчика зі шприцом в шиї. Поки всі відволікаються на моторошне видовище, Мілош в божевільній люті кидається на Вукміра і починає розбивати йому голову об бетонну підлогу ангара. Дружина Мілоша ж кидається на його брата-зрадника і перегризає йому горло. Охоронці Вукміра намагаються допомогти босові, але Мілош забирає у одного з них пістолет і розстрілює охоронців. У цьому хаосі лежить з розбитою головою Вукмір в захваті кажучи: «Так! Так! Це і є справжнє кіно!». У бійці Мілош збиває з амбала сонцезахисні окуляри, які той носив безперервно — і виявляється, що він одноокий. Озвірілий Мілош вбиває його, зґвалтувавши в порожню очну ямку. Дружина Мілоша погрожує йому ножем, кажучи, щоб він не наближався. Головний герой позбавляє її свідомості одним ударом.
В теперішньому часі Мілош з жахом згадує, що відбувалося, плаче і розбиває голову своєму мертвому братові. Мілош повертається додому. Повільно спускається в підвал, де знаходить замкненими там закривавлених і зґвалтованих дружину і сина. Наступні години вони проводять разом, розуміючи, що ніхто не винен у трагедії, а далі жити з такими душевними травмами вони не зможуть. Дружина мовчки киває, бачачи пістолет в руці Мілоша. Утрьох вони лягають на ліжко, і Мілош стріляє в себе крізь дружину і сина.
Останній епізод фільму являє собою апофеоз цинізму. У кімнаті над трупами сім'ї Мілоша схилилися оператори і охоронці, які стоять біля якогось літнього чоловіка. Фільм закінчується словами цієї людини, зверненими до одного з охоронців-порноакторів: «Ну, почни з хлопчика».

## У ролях
- Срджан Тодоровіч — Мілош
- Катаріна Жутіч — Лейла
- Сергій Тріфуновіч — Вукмір
- Єлена Гавріловіч — Марія
- Слободан Бештіч — Марко
- Лєна Богдановіч — лікар
- Анжела Ненадовіч — Джека
- Анна Сакіч — мати Джека[2]

## Саундтрек
Всі пісні, що звучать у фільмі виконав Sky Wikluh — сербський музикант, репер і продюсер.
1. Balcan Sex God
2. Cheaporn
3. Decollection
4. Fancy Porn
5. Le Club Filth
6. Radio Rave
7. Rigor Mortis
8. Serbia
9. The End
10. Tone Deaf Death
11. Unsee It
12. W. F. S.[3]